# Jeannelius
Jeannelius is een geslacht van kevers uit de familie van de loopkevers (Carabidae). De wetenschappelijke naam van het geslacht is voor het eerst geldig gepubliceerd in 1959 door Kurnakov.

## Soorten
Het geslacht Jeannelius omvat de volgende soorten:
- Jeannelius birsteini Ljovuschkin, 1963
- Jeannelius gloriosus Ljovuschkin, 1965
- Jeannelius magnificus Kurnakov, 1959
- Jeannelius zhicharevi Lutshnik, 1915